# Ophiogramma perigearia
Ophiogramma perigearia är en fjärilsart som beskrevs av Achille Guenée 1858. Ophiogramma perigearia ingår i släktet Ophiogramma och familjen mätare. Inga underarter finns listade i Catalogue of Life.